# The Point of It All
The Point of It All è il quarto album in studio del cantante statunitense Anthony Hamilton, pubblicato nel 2008.

## Tracce
1. The News – 3:34
2. Cool (featuring David Banner) – 4:16
3. The Day We Met – 3:58
4. Diamond in the Rough – 3:37
5. I Did It for Sho – 3:19
6. Hard to Breathe – 4:12
7. Soul's on Fire – 4:23
8. Please Stay – 5:03
9. The Point of It All – 3:50
10. Fallin' in Love – 3:07
11. Prayin' for You/Superman – 7:54
12. Her Heart – 4:03
13. Fine Again – 4:30
14. She's Gone (bonus track) – 3:28

## Classifiche
| Classifica (2008) | Posizione raggiunta |
| ----------------- | ------------------- |
| Stati Uniti       | 12                  |